# جاك (رباح)
جاك (توفيَ في 1890) هو رُباح شاكما حقق بعض الشُهرة بعمله مساعدًا لعامل الإشارة المُقعَد في جنوب أفريقيا.

## وفاته
تُوفي جاك عام 1890 وذلك بعد تسع سنواتٍ من العمل، حيثُ أصيب بمرض السل. توجد جمجمة جاك في مجموعة متحف الألباني في جراهامستاون.

## روابط خارجية
- عامل الإشارة جاك